# Byakko

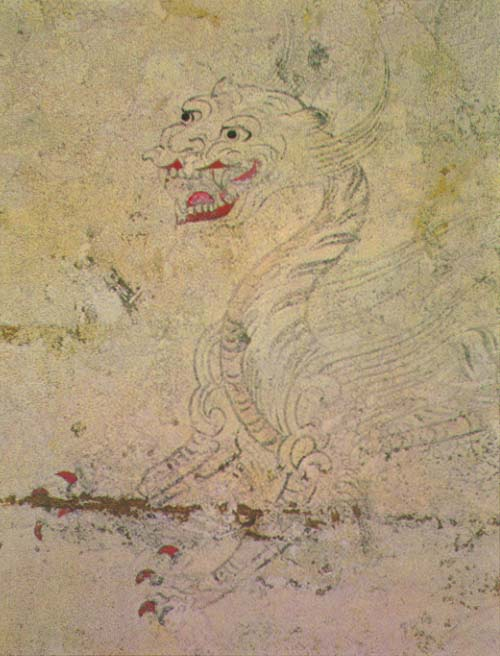
Byakko en la tumba de Takamatsu-Zuka, Asuka.

Byakko es una palabra japonesa que significa Tigre Blanco. En la mitología japonesa se refiere a una de las cuatro bestias divinas que representan a los puntos cardinales y protegen la ciudad de Kioto (el oeste). Byakko tiene la apariencia de un tigre blanco, haciendo referencia al oeste y simboliza, también, el elemento rayo o aire. Se dice que su rugido es capaz de llamar a la tempestad y que es capaz de provocar abrumadoras tormentas eléctricas.
El origen de Byakko en Japón se ve influenciado por la mitología china, al igual que las otras tres criaturas divinas.
Los chinos llaman a Byakko con el nombre de Bái Hǔ (白虎，Tigre blanco) y constituye uno de los cuatro símbolos de las constelaciones chinas. Además de representar al oeste, también es símbolo de la estación del otoño. 
En el arte y la literatura chinos, los tigres, incluido Bái Hǔ, se han asociado tanto con el poder como con la belleza, elementos que a veces se erotizan en representaciones culturales posteriores. En algunas obras literarias y artes visuales modernas, la ferocidad y belleza de Bái Hǔ pueden utilizarse como metáforas del atractivo sexual, donde la gracia y peligrosa atracción del tigre se convierten en símbolos de una fuerza erótica o seductora.

## Siete Mansiones
Al igual que con los otros tres Símbolos, hay siete "Mansiones" astrológicas (posiciones de la Luna) dentro del Tigre Blanco. Los nombres y las estrellas determinantes son:
| Mansión no. | Nombre (pinyin)    | Traducción      | Estrella determinante |
| ----------- | ------------------ | --------------- | --------------------- |
| 15          | en chino 奎 (Kuí)  | Piernas         | Eta Andrómeda         |
| 16          | en chino 婁 (Lóu)  | Bond            | Beta Arietis          |
| 17          | en chino 胃 (Wèi)  | Estómago        | 35 Arietis            |
| 18          | en chino 昴 (Mǎo)  | Cabeza Peluda   | Alcyone               |
| 19          | en chino 畢 (Bì)   | Net             | Ain                   |
| 20          | en chino 觜 (Zī)   | Pico de Tortuga | Meissa                |
| 21          | en chino 參 (Shēn) | Three Stars     | Alnitak               |

## Historia
Durante la dinastía Han, la gente creía que el tigre era el rey de los animales. La leyenda dice que cuando un tigre alcanza los quinientos años de edad, su cola se torna blanca. De esta manera, el tigre blanco, se convirtió en una clase de criatura mitológica.
Se dice que el tigre blanco solo aparecía, ocasionalmente, si el emperador legislaba con absoluta virtud o si había paz en el mundo.
Debido a que el color blanco de los cinco elementos chinos también representa al oeste, el tigre blanco se convirtió, a su vez, en uno de los guardianes mitológicos del oeste.

## Veneración
Durante la dinastía Han, existía la antigua costumbre de adorar al dios Tigre Blanco el día 14 del primer mes lunar en Huiji, Zhejiang, en el templo Baihu, uno de los cuatro templos Weiyang. Según investigaciones textuales, el culto al tigre blanco aparece en los antiguos pueblos Qiang Rong. A día de hoy, las nacionalidades Yi, Bai, Buyi y Tujia de China siguen llamando al tigre blanco su antepasado, haciéndose llamar "Liba" y "Baidi Tianwang", creyendo que la estrella del Tigre Blanco descendió al mundo donde dio a luz a siete hombres y mujeres.
En el arte chino, el tigre blanco aparece a menudo con el dragón. El tigre blanco simboliza el poder y el ejército. Por lo tanto, muchas cosas que llevan el nombre del tigre blanco en la antigüedad están relacionadas con asuntos militares, como la bandera del tigre blanco en el ejército antiguo y el símbolo que puede comandar el ejército.

## Historia del Tripitaka de la dinastía Tang
En la novela china "Viaje al Oeste"  (chino: 西遊記; pinyin: Xī Yóu Jì; Wade-Giles: Hsi Yu Chi) publicada en el siglo XVI durante la dinastía Ming y atribuida a Wu Cheng'en, se relata un encuentro con el tigre blanco. La novela está considerada como una de las grandes novelas clásicas chinas y ha sido descrita como posiblemente la obra literaria más popular de Asia Oriental.
La novela relata la legendaria peregrinación del monje budista Xuanzang, de la dinastía Tang, que viajó a las "Regiones Occidentales" (Asia Central e India) para obtener textos sagrados budistas (sūtras) y regresó tras muchas pruebas y mucho sufrimiento. En la novela se hace referencia al monje como Tang Sanzang, en algunas traducciones del libro, su título aparece como Tripitaka, que es el término sánscrito original para el Sanzangjing.  En un segmento de dicho libro, se puede apreciar el siguiente relato de un encuentro con el tigre blanco:
A mitad del pasaje del deseo, el Caminante de los Monos dijo: "¿Alguna vez supo mi maestro que hay un espíritu de tigre blanco en esta cresta?" A menudo se comportan como monstruos, e incluso canibalizan a las personas.
"El maestro dijo: "No lo sé". Después de mucho tiempo, vi nubes y niebla detrás de la montaña, y una llovizna. Entre las nubes y la niebla, había una mujer vestida de blanco, vestida con un Luo blanco. Bata y una falda Luo blanca alrededor de su cintura, sosteniendo una peonía blanca en su mano, con una cara como un loto blanco y diez dedos como jade. Al ver esta apariencia encantadora, comencé a sospechar.
El Caminante de los Monos dijo: "Mi maestro no necesita avanzar, debe ser un demonio. Espera hasta que dé un paso adelante y le diga su nombre". Cuando el Caminante de los Monos lo vio, gritó en voz alta: "¿Dónde estás? un demonio, y ¿de dónde eres? ¿Un elfo? Has sido un demonio durante mucho tiempo. ¿Por qué no regresas a la cueva lo antes posible? Si eres un hada, esconderás tus huellas rápidamente; si eres un tocador en el mundo, sabrás tu nombre inmediatamente. ¡Si dudas y no dices nada, el mortero será borrado y el polvo se hará añicos!"
La mujer de blanco vio que el viajero hablaba con rectitud, y caminó hacia adelante lentamente, sonriendo levemente, preguntó: "¿A dónde van los maestros y monjes?" El viajero mono dijo: "No me preguntes sobre mi viaje, es solo para los seres sintientes del este. Yo ¡Creo que eres un espíritu de tigre blanco del tipo fuego, debe ser así!"
La mujer escuchó las palabras, abrió la boca y gritó, y de repente su rostro se agrietó y arrugó, sus garras y dientes quedaron expuestos, su cola estaba meneando y sacudiendo la cabeza, su cuerpo medía cinco pies de largo. Cuando despierto, las montañas están llenas de tigres blancos. El caminante de monos transformó el yaksha dorado en un yaksha, con la cabeza inclinada hacia el cielo, los pies tocando el suelo y la mano sosteniendo un mortero para conquistar demonios. Su cuerpo era como el índigo, su cabello era como el cinabrio y su boca. Estaba escupiendo cientos de pies de fuego. En ese momento, el espíritu del tigre blanco, Roar, se acercó para pelear, pero fue rechazado por el caminante de monos.
Después de media hora, le preguntó al espíritu del tigre: "¡Aún no te has inclinado!" El espíritu del tigre dijo: "¡Aún no te has inclinado!" El caminante de monos dijo: "Si aún no te has inclinado, ya veo". ¡Hay un viejo macaco en tu vientre!" Después de escuchar esto, el espíritu del tigre inmediatamente no se acostó. Uno se llama macaco y el macaco responde en el vientre del tigre blanco. Luego enseñó al espíritu del tigre a abrir la boca y escupir un macaco, que estaba frente a él, medía dos pies de largo y tenía ojos llameantes. El espíritu del tigre blanco volvió a decir: "¡No me voy a acostar!"
El caminante de monos dijo: "¡Hay otro en tu vientre!" Volvió a abrir la boca y salió otro y se detuvo frente a él. El espíritu del tigre blanco volvió a decir: "¡Todavía no!" El caminante de monos dijo: "Hay miles de macacos viejos en tu vientre. Vomitarán hoy hasta el día siguiente, este mes hasta el próximo mes, este año hasta el próximo". "Y esta vida hasta la próxima. Ni siquiera lo suficiente". Al escuchar las palabras, el espíritu del tigre blanco se enojó. El Monkey Walker lo convierte en una roca, que gradualmente crece en su vientre. Enséñele al espíritu del tigre a vomitar, pero no puede escupirlo; lo único que puede ver es que su vientre está desgarrado y sangrando por siete agujeros. Al beber Yaksha, los Hunmen serán masacrados, los espíritus de los tigres son tan grandes como los espíritus de los tigres, los huesos se harán añicos y todos los rastros serán borrados.

## Erótica
En el ámbito del erotismo, un tigre blanco se refiere a una mujer sin vello púbico. Esta afirmación proviene de China. En la antigüedad, el tigre blanco era un animal mítico desafortunado. En aquella época la medicina no estaba desarrollada. Las mujeres sin vello púbico eran consideradas contaminadas con espíritus malignos y un símbolo de mala suerte, por lo que se las llamaba tigres blancos. Como dice el refrán, "El tigre blanco vence al marido, el dragón azul (Qinglong: hombre sin vello púbico) vence a la esposa", el marido del tigre blanco tendrá mala suerte y la esposa del dragón azul también tendrá mala suerte. Cuenta la leyenda que hay un tigre blanco en un pueblo. Después de que sea mayor de edad, todo el pueblo sufrirá sequía durante tres años. La forma de solucionar el problema es perder su virginidad antes de que sea mayor de edad.

### Bái Hǔ como símbolo de transformación
En la alquimia y la cosmología taoístas, el tigre blanco puede simbolizar la transformación espiritual. El tigre forma parte de un ciclo de energías cósmicas que se refinan continuamente, y en la cosmovisión taoísta, la transformación de los deseos básicos en iluminación espiritual es un proceso clave. Esta transformación se sexualiza en algunas interpretaciones, especialmente cuando se consideran las prácticas de alquimia sexual.
En estas prácticas, se cree que la energía sexual es una fuerza poderosa que puede cultivarse y refinarse, al igual que la energía del tigre, para convertirla en algo trascendente. La imagen de Bái Hǔ podría representar la energía sexual primigenia e indómita que, mediante la disciplina, puede elevarse a algo más refinado o espiritual. Esta visión podría vincular al tigre con lo erótico y lo sexual en un sentido metafórico de despertar o transformación a través del deseo.
La energía erótica de Bái Hǔ podría simbolizar la seducción del deseo, que conduce a un despertar espiritual más profundo, donde la naturaleza indómita de la sexualidad se transforma en algo sagrado o refinado. Esta idea es especialmente potente en las interpretaciones simbólicas modernas de la mitología china.

## Apariciones
- Byakko, uno de los cuatro dioses protectores de Asato Tsuzuki de la serie anime Yami no Matsuei
- También en el anime Fushigi Yūgi es uno de los cuatro dioses junto a Suzaku, Seiryu y Genbu
- Byakko marca renombrada de uniformes para la práctica de artes marciales desde los años 70 en la república Mexicana
- Es también una de las 4 bestias sagradas Digimon
- En el juego Ninja Saga, aparece Byakko como un jefe para nivel 40 que al derrotarla raramente se puede obtener su espada.
- Es una invocación común en la saga de juegos Shin Megami Tensei
- Byakko, aparece en la serie Beyblade como la bestia bit de Ray (Driger en las versiones americanas)
- Byakko es el nombre del anillo que lleva Konan de Akatsuki en Naruto
- Byakko en la serie Tokyo Majin Gakuen Kenpuchō Tō
- En el manga de Blue Dragon Ral Grad, aparece el tigre blanco como otra de las sombres legendarias.
- En la serie Yū Yū Hakusho, siendo uno de los monstruos que el protagonista derrota.
- En la serie Devil Survivor 2 The Animation, Byakko es uno de los demonios que puede invocar Hibiki.
- En la serie Owari no Seraph, Byakko aparece como el arma (bajo el nombre de Byakkomaru) de Shinya Hīragi.
- En la serie Isekai wa Smartphone to Tomoni es invocado por el protagonista.
- Byakko aparece en el videojuego Nioh como jefe final de la misión principal "El demonio del Monte Hiei".
- Byakko es un aliado Blade en el videojuego Xenoblade Chronicles 2 acompañante de Nia (en la versión americana se llama Dromarch)
- En el videojuego Final Fantasy XIV, podemos luchar contra Byakko.
- En su título de la misma saga Final Fantasy Type-0, El país de Byakko (cuyo escudo es el mismo tigre blanco) es el enemigo principal, liderado por Cid Aulstyne
- Aparece en el anime Bungō Stray Dogs, como el poder sobrenatural del protagonista Atsushi.
- Byakko es el título de uno de los 12 guardianes en Sōsei no Onmyōji.
- Byakko es el nombre artístico de un reconocido DJ venezolano quien se destaca por su estilo carismático a la hora de presentarse. Ganador del prestigioso premio Faylan de Oro 2004 (evento que premia a los DJ más destacados en Venezuela). Y nominado a los Pepsi Music 2020.